# 韋爾比察 (特諾皮爾州)
50°0′31″N 25°54′46″E / 50.00861°N 25.91278°E
韋爾比察（羅馬化：Verbytsia）是烏克蘭的村落，位於該國西部捷爾諾波爾州，由克列梅涅茨區負責管轄，始建於1850年，面積0.04平方公里，2009年人口467，人口密度每平方公里331人。